# Baláže
Baláže(allemand : Balasch ,hongrois : Balázs) est un village de Slovaquie situé dans la région de Banská Bystrica.

## Histoire
Première mention écrite du village en 1529.

## Démographie

### Évolution de la population
| Année:               | 1994. | 2004.   | 2014.    | 2024.   |
| -------------------- | ----- | ------- | -------- | ------- |
| Nombre de personnes: | 201   | 193     | 216      | 229     |
| Différence:          |       | -3,98 % | +11,91 % | +6,01 % |

| Année:               | 2023. | 2024.   |
| -------------------- | ----- | ------- |
| Nombre de personnes: | 234   | 229     |
| Différence:          |       | -2,13 % |